# Pheidonocarpa
Pheidonocarpa je monotipski biljni rod iz porodice gesnerijevki s dvije podvrste, jedna sa Jamajke, i jedna sa Kube Dio je podtribusa Gesneriinae.

## Etimologija
Ime roda dolazi od grčkog φειδον, pheidon = kanta za ulje, i καρπος, karpos = voće, aludirajući na oblik ploda.

## Opis
To je višegodišnja kopnena biljka vlaknastog korijena, drvenaste uspravne ili polegle stabljike. Listovi su nasuprotni, peteljke kratke, cvatovi pazušni, mnogocvjetni. Vjenčić zigomorfan, dlakav; Prašnika 4, niti prirasle uz bazu cjevčice vjenčića; prašnici koherentni ili slobodni. Ovarij poludonji. Nektarij prstenast, 5-režnjevit. Plod je suha, dlakava čahura, koja se od zakrivljenog rostratnog vrha rastavlja na dva zaliska. Broj kromosoma: 2n = 28.

## Podvrste
- Pheidonocarpa corymbosa subsp. corymbosa
- Pheidonocarpa corymbosa subsp. cubensis (C.V.Morton) L.E.Skog